# ناتو وادا
ناتو وادا (انگلیسی: Natto Wada؛ ۱۳ سپتامبر ۱۹۲۰ – ۱۸ فوریه ۱۹۸۳) فیلم‌نامه‌نویس اهل ژاپن بود.